# La Traversée de Bondoufle
La Traversée de Bondoufle est un récit de Jean Rolin qui décrit le parcours à pied de l’auteur autour de la limite entre la campagne et la ville à la périphérie de l’agglomération parisienne.

## Le récit
« L’idée m’est venue de suivre tout autour de Paris, sa limite, ou du moins la ligne incertaine, émiettée, soumise à de continuelles variations, de part et d’autre de laquelle la ville et la campagne, ou les succédanés de l’une et de l’autre, se confrontent ».
La description du circuit circulaire au départ du parc Robert Ballanger à Aulnay-sous-Bois est divisée en parcours discontinus d'une journée, d'une longueur d'une dizaine jusqu'à plus d'une vingtaine de kilomètres, du 2 août 2020 au 24 avril 2021, généralement au départ de gares ou de stations de bus du réseau transilien et retour à Paris par ce moyen de transport, plus rarement nuit à l’hôtel.
La boucle est précédée d’un parcours à Aulnay-sous-Bois le 2 août 2020 à proximité des friches de l'ancienne usine PSA où ont été produits 8 millions de véhicules de 1973 à sa fermeture quarante ans plus tard et suivie de retours à la patte d’Oie de Gonesse le 26 avril 2021, dans la vallée du Petit Rosne le 28 avril 2021, à Bondoufle le 3 juin 2021, à Corbeil-Essonnes le 18 juin 2021.
La randonnée est entrecoupée par une recherche le 7 février 2021 de la ZAD établie par les manifestants contre le projet EuropaCity, la découverte de cette ZAD au bord du chemin de la justice à proximité de la patte d'oie de Gonesse le 13 février et une deuxième visite le 16 février peu avant son évacuation le 23 février.

## Étapes
- le 2 août 2020 ː du rond-point de l'Europe à Aulnay-sous-Bois en direction de la Patte d'oie de Gonnesse. Cette découverte de la campagne à la périphérie d'Aulnay-sous-Bois donne à Jean Rolin l'idée de cette exploration.
- le 16 septembre 2020 : de la zone d'activités Paris-Nord 2 à la patte d’Oie de Gonesse. Ce parcours fait suite à la tentative du 2 août où l'auteur n'était pas parvenu à rejoindre la patte d'oie. Cette étape est en quelque sorte la première de la boucle. Parcours par la voie réservée au bus de la ligne 20. Un petit chemin à droite mène en direction d'un fourré où se trouvent des ruines que Jean Rolin suppose être celles d'un ancien fort de la ceinture de Séré de Rivières[a]. L'auteur signale l'importance de la patte d'oie de Gonesse et du chemin de la justice comme lieu de l'implantation d'une ZAD en février 2011 dans les manifestations contre le projet EuropaCity. Il ajoute que « les champs seront mis bientôt mis sens dessus-dessous par la construction d'une gare controversée du Grand-Paris-Express».
- le 25 août 2020 : de la Patte d’Oie de Gonesse au Thillay en suivant le cours du Croult et poursuite du parcours jusqu'à la Gare de Villiers-le-Bel - Gonesse - Arnouville.
- fin août : de Sarcelles à Villiers-le-Bel
- le 28 août 2020 : prairie et jardins ouvriers d’une communauté lusophone du Cap Vert dans la vallée du Petit Rosne entre Garges et Arnouville.
- le 30 septembre 2020 : de Villiers-le-Bel à Écouen
- le 7 octobre 2020 : de la Gare d'Écouen - Ézanville à celle de Bouffémont par Moisselles. Passage par un aérodrome de plaisance.
- mi-octobre 2020 : de Bouffémont à Taverny par la forêt de Montmorency et Bessancourt mi-octobre 2020. L'auteur signale la présence d'un bunker souterrain « à demi-légendaire » aménagé sous de nom de « base aérienne 921 »  pour accueillir dans les années 1960 le chef de l'État et son gouvernement.
- le 2 décembre 2020 : de Bessancourt à Frépillon
- janvier 2021 : Méry-sur-Oise. L'auteur signale l'existence d'une ancienne carrière souterraine aménagée par les allemands à la fin de la Deuxième guerre mondiale pour en faire un lieu de stockages des V2.
- le 17 décembre 2020 : d’Auvers-sur-Oise à Osny et Ennery
- le 2 janvier 2021 : Boucle au départ de Boissy-l’Aillerie par Montgeroult et Courcelles-sur-Viosne en  passant par la chaussée Jules-César.
- fin janvier 2021 : contournement de l’agglomération de Cergy par Courdimanche et Maurécourt avec passage le long des grilles de l'ancien parc d'attractions Mirapolis.
- : De Chanteloup-les-Vignes à Carrières-sous-Poissy et retour à la gare de Chanteloup le 26 janvier 2021.
- le 4 février 2021 : boucle au départ de la gare de Poissy en passant par Orgeval.
- le 20 février 2020 : de Feucherolles à la gare de Poissy.
- le 29 février 2020 : de Feucherolles à Villepreux par Chavenay.
- le 2 mars 2021 : de Villepreux à Jouy-en-Josas par l’allée tracée par le Nôtre dans l’axe du parc du château de Versailles, Saint-Cyr-l'École, Guyancourt et le fort du Haut-Buc.
- le 5 mars 2021 : de la gare de Vauboyen à Massy par le plateau de Saclay, le Val d’Alban, le Vieux Saclay et le long des rigoles. Le parcours comprend un arrêt aux étangs de Saclay, réserve ornithologique.
- le 12 mars 2021 : de Massy (détour par le parc Georges Brassens et les jardins familiaux à l’arrière de cet espace vert) à l’embouchure de l’Orge à Athis-Mons par Chilly-Mazarin, Morangis, et Paray-Vieille-Poste
- le 19 mars 2021 : de Fresnes à la Gare de Rungis - La Fraternelle par Wissous (parc de Montjean). Ce parcours parallèle au précédent au sud de l'aéroport d'Orly était destiné à explorer les lambeaux d’espaces non construits au nord de cet aéroport.
- le 24 mars 2021 : de Longjumeau (gare de Gravigny-Balizy) à Corbeil-Essonnes par Ballainvilliers, Villiers-sur-Orge  le long de l’Orge (bassin de Carouge), Brétigny, Le Plessis-Pâté, la zone commerciale de la Croix blanche au sud de Fleury-Mérogis, Bondoufle, Courcouronnes, le bois des Tombes, la lisère sud du parc d'activités Léonard-de-Vinci et Lisses.
- le 27 mars 2021 : de Corbeil-Essonnes à Boussy-Saint-Antoine par Saint-Pierre-du-Perray, l’allée Royale, la forêt de Sénart.
- le 29 mars 2021 : de Boussy-Saint-Antoine à Boissy-Saint-Léger par Mandres-les-Roses, Servon, la forêt de Notre-Dame.
- le 1er avril 2021 : de Servon (parcours en bus du RER Boissy-Saint-Léger) à Ozoir-la-Ferrière par Férolles-Attilly et la ferme de Beaurose.
- le 7 avril 2021 : d’Ozoir-la-Ferrière à Lagny par Jossigny, contournement de Disneyland, Chalifert, le canal de Meaux à Chalifert, passage sur la rive nord par le viaduc ferroviaire désaffecté[b] et Dampmart.
- le 17 avril 2021 : de la Gare de Vaires - Torcy à Villeparis par Brou-sur-Chantereine, Courtry, le fort de Vaujours. Ce fort, théâtre de différentes expérimentations, dont le détonateurv de la première bombe atomique française a été racheté à l'État par l'entreprise placoplâtre comme carrière de gypse pour alimenter une usine à proximité, Jean Rolin remarque que c'est l'une des trois seules usines présentes sur ce long parcours avec celle de Stellantis à Poissy et les grands moulins de Corbeil.
- le 20 avril 2021 : de la gare de Villeparis au parc du Sausset par le Vieux Tremblay, et Villepinte.
- le 22 avril : promenade exploratoire à partir de la gare de Mitry-Claye le 22 avril.
- le 24 avril 2021 : dernière étape de la boucle du parc du Sausset au rond-point de l’Europe à Aulnay-sous-Bois.

## Environnement
Jean Rolin qui passe en partie sur des chemins ruraux boueux, avec une minorité de chemins de randonnée, aussi inévitablement sur des tronçons de routes à grande circulation, décrit de manière distanciée l'environnement assez divers mais globalement très peu attrayant des parcours : nombreuses décharges, bâtiments ruinés murés et tagués, lotissements de maisons uniformes, campements de gens du voyage, terrains à la terre retournée pour empêcher l'installation de campements, hangars de zones d'activités et de zones commerciales, friches industrielles, centres équestres certains désaffectés, proximité d'aéroports, champs de maïs. Le fait que seules trois usines soient présentes sur un aussi long parcours est significatif de la désindustrialisation de l'Île-de-France.
Il évoque les quelques rencontres, peu nombreuses, généralement avec des marginaux, à des endroits où le passage de visiteurs est inhabituel, dans la vallée du Petit Rosne à Arnouville avec un jardinier originaire du Cap Vert, à Moisselles avec le patron d'une sandwicherie originaire de la communauté chaldéenne persécutée du sud-est de la Turquie, près de Bessancourt avec un couple « d'apparence yougoslave » sortant d'un camp rom, à la périphérie de la ville nouvelle de Cergy avec des gens du voyages qui interdisent l'accès à l'ancien parc Mirapolis, avec un jardinier kabyle qui a planté quelques arbres fruitiers sur un petit terrain près de la Patte d'oie de Gonesse, avec un ornithologue au bord des étangs de Saclay, avec un cycliste « manifestement originaire d'Asie centrale » dans la descente du plateau de Saclay vers Massy, avec le patron d'un « food truck » à Bondoufle, avec un homme qui vit depuis quarante ans dans une maison construite de bric et de broc dans le bois de Chalifert.

## Réception critique
Le Monde :  « La recherche de la limite séparant la ville de la campagne et sa description sont les mobiles de ce livre et entrainent son auteur à arpenter à pied une large boucle conduisant d’Aulnay-sous-Bois à Aulnay-sous-Bois en passant par le Val d’Oise, les Yvelines, l’Essonne, un petit bout du Val-de-Marne et le 9-3 de nouveau. » 
Marianne : « Le romancier Jean Rolin a été l'un des précurseurs d'un style de récit et d'écriture, désormais foisonnant, qui s'attache aux territoires urbains et périurbains de manière quasi-documentaire. Sa nouvelle destination : cette zone floue où ville et campagne jouent des coudes et se mêlent de façon parfois confuse ».
Télérama :  « Deux ans après le Pont de Bezons, l’écrivain s’est rendu pour cette traversée de Bondoufle qui n’est pas un prolongement de celui-ci ».
Le Figaro :  « Cela fait des années que l’écrivain voyageur arpente ces lieux qu’on a du mal à nommer: ni campagne ni banlieue, ce sont les interstices de nos existences et ils prolifèrent. C’est une première qu’un écrivain d’aujourd’hui s’y plonge. »
Le Journal du dimanche : « Dans « La Traversée de Bondoufle », Jean Rolin sillonne la périphérie de Paris
Explorant les périphéries de la capitale, l’écrivain-marcheur rend compte d’un monde que nous ne voyons plus ou ne voulons plus voir. »